# Eric Dixon
Pour les articles homonymes, voir Dixon.
Eric Dixon, né le 28 mars 1930 à New York et mort le 19 octobre 1989, est un saxophoniste et flûtiste de jazz américain.

## Carrière
Il débute en 1950 sa carrière professionnelle comme saxophoniste ténor. En 1954, il est engagé par Johnny Hodges et l'année suivante par Cootie Williams. Il joue ensuite dans divers orchestres de New York, comme celui de Bill English[Lequel ?]. En 1962, Count Basie l'engage dans son orchestre. En 1972, il met sa vie de musicien entre parenthèses et gère un restaurant puis, en 1975, revient chez Count Basie jusqu'à la mort du chef en 1984.
Saxophoniste dans la lignée de Don Byas et de Paul Gonsalves, Eric Dixon écrit en outre quelques thèmes et arrangements pour l'orchestre de Basie.